# Le Jardin des supplices
Ne doit pas être confondu avec Torture Garden.
Le Jardin des supplices est un roman français d’Octave Mirbeau, paru chez Charpentier-Fasquelle en juin 1899.
Ironiquement, le romancier dreyfusard a dédié cette œuvre « Aux Prêtres, aux Soldats, aux Juges, aux Hommes, qui éduquent, dirigent, gouvernent les hommes, ces pages de Meurtre et de Sang ».

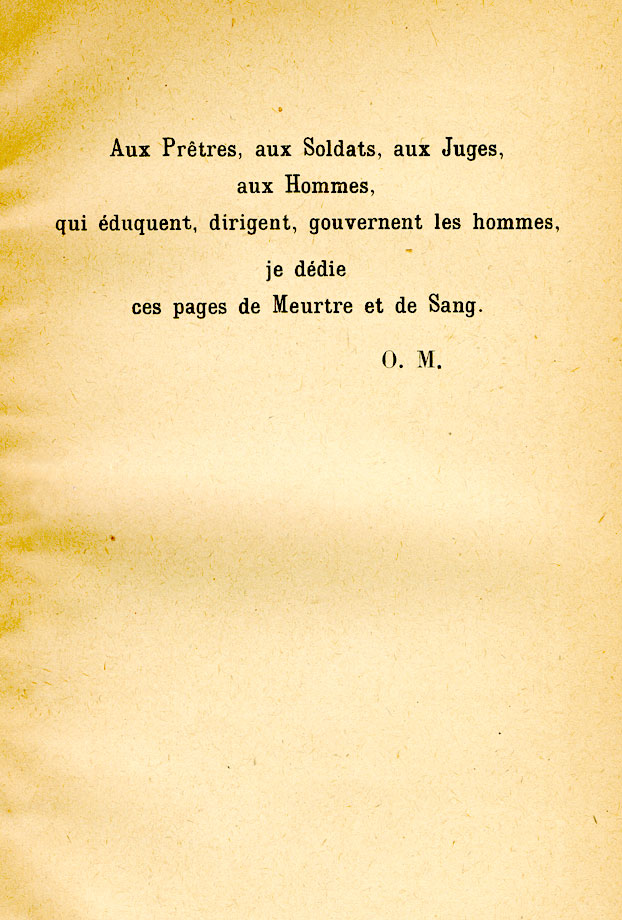
Dédicace.

## Le roman

### Une œuvre déconcertante
Ce roman, publié au plus fort de l’affaire Dreyfus, à la veille du procès d’Alfred Dreyfus à Rennes, résulte d’un assemblage de textes conçus indépendamment les uns des autres, à des époques différentes, en des styles différents et avec des personnages différents. On trouve tout d'abord des articles sur la « loi du meurtre » : ils constituent le Frontispice du roman, qui présente une discussion d'après-boire entre intellectuels positivistes. Puis vient En mission, première partie d'une narration orale intitulée Le Jardin des supplices : il s'agit d'une caricature grotesque des milieux politiques français de la Troisième République, où l'on voit l'anonyme narrateur, petit escroc de la politique devenu compromettant pour son ministre de tutelle, se faire envoyer à Ceylan sous le prétexte farcesque d’une mission d'embryologiste… Dans la troisième partie du roman (deuxième partie de cette narration, également intitulée Le Jardin des supplices), nous avons droit au récit d'une visite du bagne de Canton, sous la conduite d'une Anglaise sadique, perverse et hystérique, l'énigmatique et fascinante Clara, qui se fait conduire dans un bordel flottant, « bateau de fleurs », où elle a une crise d'épilepsie au terme de cette exploration des pires atrocités.
Ce mélange des tons et les multiples transgressions des codes de vraisemblance, de crédibilité romanesque et de bienséance contribuent à brouiller les repères littéraires et éthiques des lecteurs et à les mettre mal à l’aise en les déconcertant.

### La loi du meurtre
Ce malaise est renforcé par la discussion inaugurale de l'intelligentsia positiviste sur le meurtre, considéré comme la loi infrangible sur laquelle reposent toutes les sociétés, y compris celles qui se disent abusivement « civilisées » ; par les descriptions de supplices particulièrement horribles, dont certains sont des délices inversés (le supplice de la cloche, le supplice de la caresse et le supplice du rat, qui marquera durablement un des patients les plus célèbres de Freud) ; et par des pages d'humour noir, particulièrement déstabilisatrices pour les idées morales des lecteurs, notamment la longue interview d'un débonnaire bourreau chinois, qualifié de « patapouf », consciencieux artiste de la scie, de la tenaille et du scalpel. Dès lors ils sont bien en peine de dégager une conclusion univoque, de faire le départ entre le beau et l'horrible, entre la dénonciation des crimes de la société et la complaisance dans leur évocation, entre le sérieux et la distanciation ironique, dans une œuvre qui est délibérément ambiguë.

### Une monstruosité littéraire

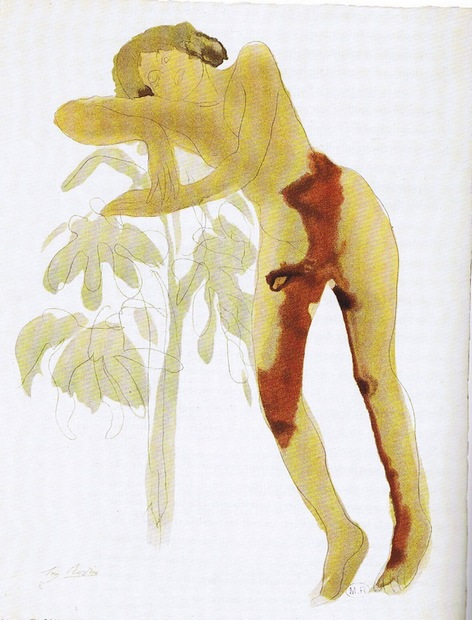
Auguste Rodin, lithographie pour Le Jardin des supplices, Éditions Ambroise Vollard, 1902

Le Jardin des supplices est tout à la fois : un roman initiatique (le narrateur découvre des « crimes » inconnus et des « ténèbres » où il n'était pas encore descendu) ; une métaphore de l’épouvantable condition humaine, soumise, comme toutes les créatures vivantes, à l'inexorable et monstrueuse « loi du meurtre » ; une condamnation de toutes les sociétés, y compris les prétendues démocraties européennes, parce que toutes elles constituent de véritables écoles de l'assassinat au lieu de le combattre comme elles le prétendent ; une dénonciation, par la bouche de Clara, des abominables massacres perpétrés par les colonialismes français et anglais, qui transforment des continents entiers en de véritables jardins des supplices ; une remise en question de la pseudo-civilisation occidentale et des prétendues valeurs humanistes dont elle se targue ; et aussi un exercice fascinant d'humour noir, qui oblige le lecteur à s'interroger sur les notions de bien et de mal, de beau et de laid.

## Éditions notables et adaptations
Vers 1900, le galeriste Ambroise Vollard commande à Auguste Rodin, dans le cadre de ses éditions, une série de vingt aquarelles inspirées de ce roman ; elles sont transcrites sur pierre lithographique par Auguste Clot.
Une étonnante édition illustrée par douze eaux-fortes signées Raphaël Freida est parue en 1927 aux éditions Javal et Bourdeaux.
Une adaptation théâtrale mélodramatique, assez éloignée du roman, a été écrite et mise en scène par Pierre Chaine et André de Lorde, créée au théâtre du Grand-Guignol le 28 octobre 1922.
Une adaptation cinématographique a été réalisée par Christian Gion en 1976, avec Roger Van Hool et Ysabelle Lacamp.
La Dame de Shanghai est une transposition moderne, et donc très éloignée, du roman de Mirbeau, paru en 1993 dans la collection « Brigade mondaine » de Gérard de Villiers (no 132) sous le pseudonyme de Michel Brice.

## Annexes

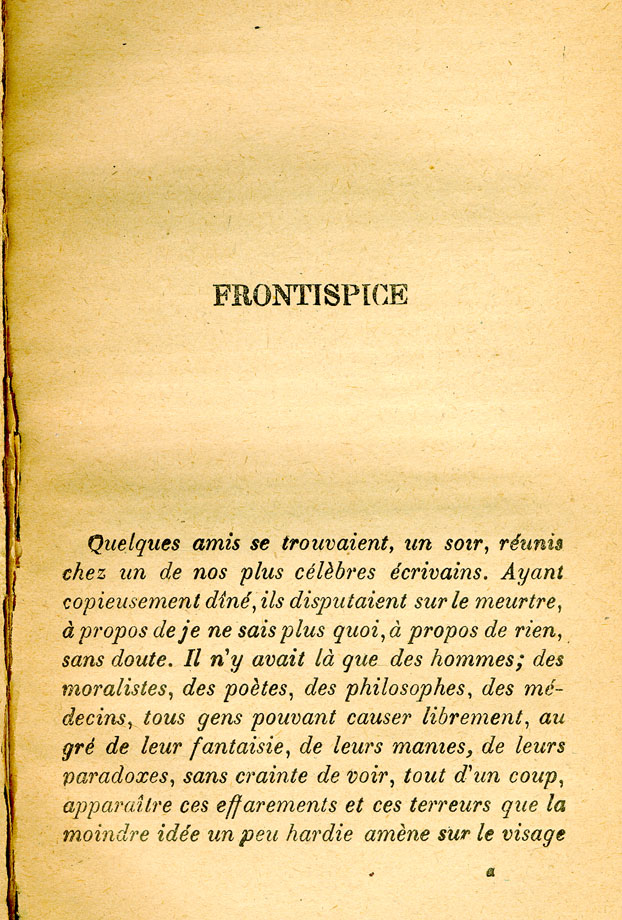
Frontispice.